# Куп Црне Горе у фудбалу 2007/08.
Други Куп Црне Горе у фудбалу 2007/08 у организацији Фудбалског савеза Црне Горе почео је 3. октобра 2007. утакмицама шеснаестине финала Купа.

## Систем такмичења
У завршном делу талмичења за Куп Црне Горе учествује 30 екипа и то:
12 клубова Прве лиге Црне Горе у такмичарској сезони 2007/08,
12 клубова Друге лиге Црне Горе у такмичарској сезони 2007/08,
финалисти Купа Јужне, Средње и Северне регије за сезону 2007/08.
Финалисти Купа Црне Горе за 2006/07. ФК Рудар и ФК Сутјеска су слободни у шеснаестини финала Купа
Утакмице шеснаестине финала играју се по једноструком Куп систему.(једна утакмица)
Утакмице осмине финала, четвртфинала и полуфинала играју се по двеструком Куп систему (две утакмице).
Финална утакмица се игра по једноструком Куп систаму на Градском стадиону у Подгорици.
У случају нерешеног резултата код утакмица које се играју по једноструком Куп систему у шеснаестини финала, одмах се изводе једанаестерци, а код финалне утакмице прво се играју два породужетка по 15 минута, па ако резултат и после тога остане нерешен изводе се једанаестерци.
Победник на утакмицма осмине финала, четвртфинала и полуфинала је екипа која је на обе утакмице дала више голова. Ако су екипе постигле исти број голова победник је екипа која је дала више голова у гостима У случају да је на обе утакмице постигнут истоветан резултат, победник се добија извођењем једанаестераца.
Победник Купа се пласира у Прво коло квалификација за УЕФА куп 2008/09

## Парови и резултати
Жреб за шеснаестину финала обављен је у петак 21. септембра 2007. у просторијама Фудбалског савеза Црне Горе са почетком у 11 часова. Утакмице су игране 3. октобра у 15 часова.

### Шеснаестина финала
| Утак. | Клуб, Место        | Резултат                 | Клуб, Место               |
| 1     | Дечић, Тузи        | 3 : 0 (2 : 0)            | Братство, Цијевна         |
| 2.    | Бокељ Котор        | 1 : 1 (0:1) пенали 2: 5  | Беране                    |
| 3.    | Ибар, Рожаје       | 1 : 0 (0 : 0)            | Црвена стијена, Подгорица |
| 4.    | Пљевља 97, Пљевља  | 0 : 5 (0 : 4)            | Могрен, Будва             |
| 5.    | Рибница, Рибница   | 1 : 1 (0:0) пенали 5 : 6 | ОФК Бар, Бар              |
| 6.    | Зета, Голубовци    | 3 : 1 (3 : 0)            | Текстилац, Бијело Поље    |
| 7.    | Првијенац,         | 0 : 3 (0 : 1)            | Ком Подгорица             |
| 8.    | Грбаљ, Радановићи  | 3 : 2 (2 : 0)            | Челик, Никшић             |
| 9.    | Петровац, Петровац | 3 : 0 (1 : 0)            | Гусиње, Гусиње            |
| 10.   | Графичар,          | 0 : 2 (0 : 1)            | Будућност, Подгорица      |
| 11.   | Арсенал, Тиват     | 0 : 0 (0:0) пенали 4 : 1 | Јединство, Бијело Поље    |
| 12.   | Морнар,            | 0 : 1 (0 : 1)            | Младост, Подгорица        |
| 13.   | Забјело, Подгорица | 0 : 0 (0:0) пенали 2 : 4 | Ловћен, Цетиње            |
| 14.   | Отрант, Улцињ      | 1 : 1 (0:0) пенали 6 : 4 | Језеро, Плав              |

Победници и екипе ФК Рудар и ФК Сутјеска иду у осмину финала. Жреб је обаввљен 17. октобра, а утакмице су одигране 24. октобра.

## Осмина финала
| Утак. | Клуб, Место          | Укупан резултат   | Клуб, Место        | 1. утак. 24. окт. | 2. утак. 7. нов. |
| 1     | Грбаљ, Радановићи    | 9:0               | ОФК Бар, Бар       | 7:0               | 2:0              |
| 2.    | Дечић, Тузи          | О:3               | Рудар, Пљевља      | 0:1               | 0:2              |
| 3.    | Будућност, Подгорица | 6:0               | Ком Подгорица      | 3:0               | 3:0              |
| 4.    | Зета, Голубовци      | 1:0               | Младост, Подгорица | 1:0               | 0:0              |
| 5.    | Отрант, Улцињ        | 2:2 пенали 5: 3   | Арсенал, Тиват     | 0:2               | 2:0              |
| 6.    | Беране               | 4:2               | Ибар, Рожаје       | 1:0               | 3:2              |
| 7.    | Могрен, Будва        | 2:1               | Сутјеска Никшић    | 1:1               | 1:0              |
| 8.    | Петровац, Петровац   | 3:3 гол у гостима | Ловћен, Цетиње     | 2:0               | 1:3              |

## Четвртфинале
| Утак. | Клуб, Место     | Укупан резултат | Клуб, Место          | 1. утак. 5. дец | 2. утак. 12. дец.. |
| 1     | Зета, Голубовци | 1:2             | Будућност, Подгорица | 0:0             | 1:2                |
| 2.    | Рудар, Пљевља   | 2:0             | Грбаљ, Радановићи    | 0:0             | 2:0                |
| 3.    | Беране          | 1:1 пенали 4: 3 | Арсенал, Тиват       | 0:0             | 1:1                |
| 4.    | Могрен, Будва   | 2:1             | Сутјеска Никшић      | 1:1             | 1:0                |

-

## Полуфинале
| Утак. | Клуб, Место   | Укупан резултат | Клуб, Место          | 1. утак. 2. април | 2. утак. 16. април. |
| 1     | Беране        | 0:4             | Будућност, Подгорица | 0:0               | 0:4                 |
| 2.    | Рудар, Пљевља | 2:0             | Могрен, Будва        | 0:0               | 0:1                 |

## Финале
7. мај
| Утак. | Клуб, Место   | Резултат      | Клуб, Место          |
| 1.    | Могрен, Будва | 1:1 (7:6 пен) | Будућност, Подгорица |

| Куп Црне Горе у фудбалу 2007/08. |
| -------------------------------- |
| ФК Могрен 1. Титула              |

## Резултати победника Купа уУЕФА куп 2008/09
| Ниво              | Клуб              | Држава            | укупан рез.       | Држава            | Клуб              | 1. утак.          | 2. утак.          |
| УЕФА куп 2008/09. | УЕФА куп 2008/09. | УЕФА куп 2008/09. | УЕФА куп 2008/09. | УЕФА куп 2008/09. | УЕФА куп 2008/09. | УЕФА куп 2008/09. | УЕФА куп 2008/09. |
| ----------------- | ----------------- | ----------------- | ----------------- | ----------------- | ----------------- | ----------------- | ----------------- |
| Прво коло кв.     | Хаспел Киријат    | Израел            | 4-1               | Црна Гора         | Могрен            | 1-1               | 3-0               |